# Carl Johanson i Hansjö
Carl Johanson (i riksdagen kallad Johanson i Hansjö), född 1 september 1831 i Orsa församling, Kopparbergs län, död där 30 augusti 1886, var en svensk hemmansägare och riksdagsman.
Johanson var hemmansägare i Hansjö i Orsa församling. Han var som riksdagsman ledamot av riksdagens andra kammare 1870–1878 samt 1882–1884. Han var invald i Mora, Sofia Magdalena och Vänjans, Orsa, Älvdals samt Särna och Idre tingslags valkrets fram till 1875 och resterande riksdagsår invald i Ovansiljans domsagas valkrets.